# Kościół Matki Boskiej Ostrobramskiej w Krakowie
Kościół Matki Boskiej Ostrobramskiej został zbudowany w latach 1985–1994 na os. Wieczysta w Krakowie, przy ul. Meissnera 20. Projekt kościoła wykonał architekt Zdzisław Nowakowski.
Jest to budynek jednonawowy, z dwiema kaplicami – jedna wzorowana jest na wileńskiej Ostrej Bramie. Kościół podlega zakonowi ojców Pijarów.
W 2016 roku w kościele zamontowano organy piszczałkowe (3 manuały + pedał, 41 głosów), wcześniej używano instrumentu elektronicznego.

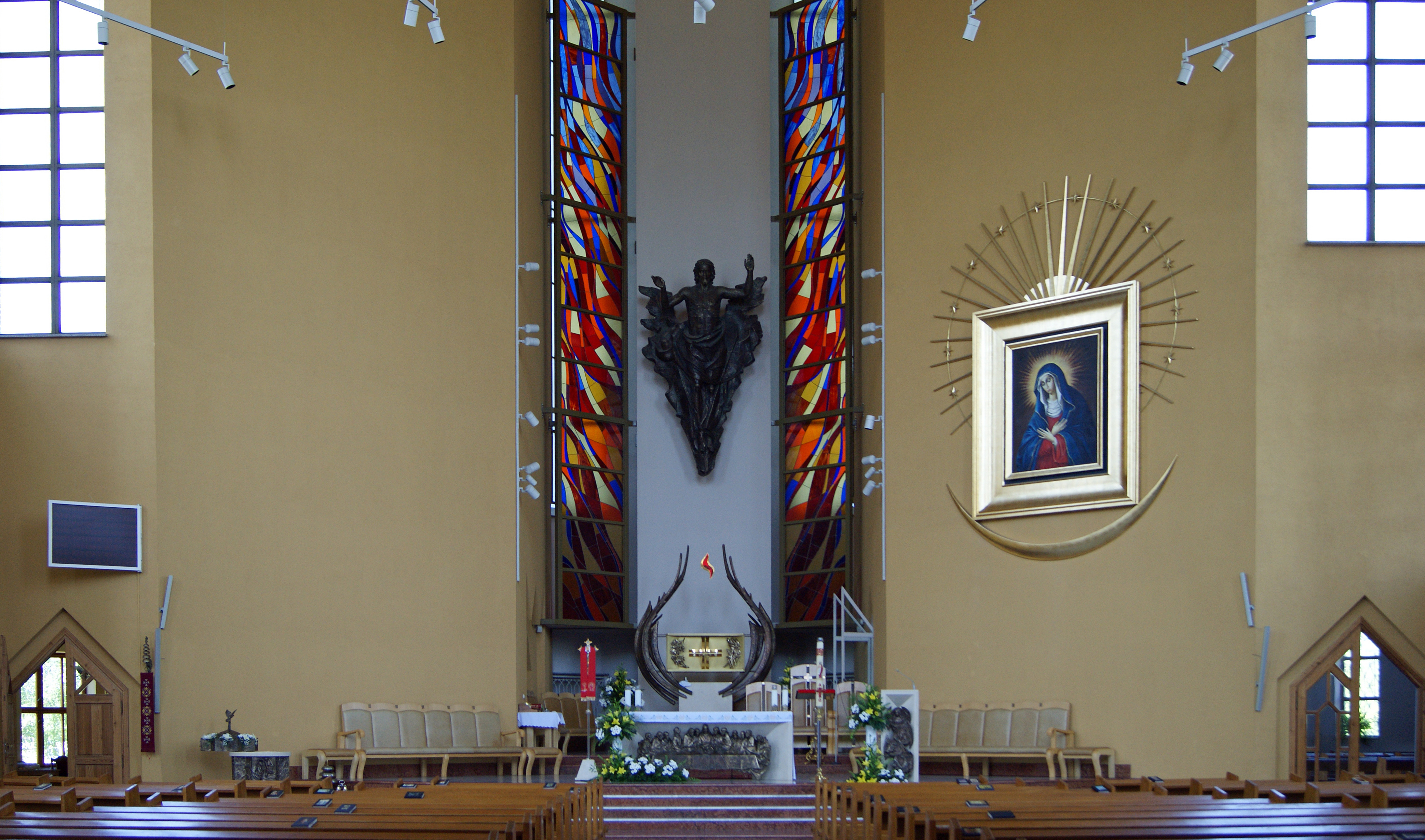
Wnętrze kościoła